# Архиепархия Акапулько
Архиепархия Акапулько (лат. Archidioecesis Acapulcana) — архиепархия Римско-католической церкви с центром в городе Акапулько, Мексика. В архиепархию Акапулько входят епархии Сьюдад-Альтамирано, Тлапы, Чильпансинго-Чилапы. Кафедральным собором архиепархии Акапулько является церковь Пресвятой Девы Марии в городе Акапулько. Архиепархия Акапулько включает в себя девятнадцать муниципалитетов штата Герреро.

## История
18 марта 1958 года Римский папа Пий XII издал буллу Quo aptiori, которой учредил епархию Акапулько, выделив её из епархии Чилапы (сегодня — Епархия Чильпансинго-Чилапы). 27 октября 1964 года епархия Акапулько передала часть своей территории новой епархии Сьюдад-Альтамирано.
10 февраля 1983 года Римский папа Иоанн Павел II издал буллу Quo maius, которой возвёл епархию Акапулько в ранг архиепархии.

## Ординарии архиепархии
- епископ José del Pilar Quezada Valdés (18.12.1958 — 1.06.1976);
- архиепископ Rafael Bello Ruiz (1.06.1976 — 8.05.2001);
- архиепископ Felipe Aguirre Franco (8.05.2001 — 7.06.2010);
- архиепископ Carlos Garfias Merlos (7.06.2010 — 5.11.2016);
- архиепископ Leopoldo González González (30.06.2017 — по настоящее время).

## Источник
- Annuario Pontificio, Libreria Editrice Vaticana, Città del Vaticano, 2003, ISBN 88-209-7422-3
- Булла Quo aptiori Архивировано 9 августа 2012 года., AAS 50 (1958), стр. 716  (лат.)
- Булла Quo maius Архивная копия от 27 марта 2010 на Wayback Machine, AAS 75 (1983) I, стр. 597  (лат.)